# Verduno
Verduno (piemontiul: Vërdun) település Olaszországban, Piemont régióban, Cuneo megyében. Lakosainak száma 567 fő (2023. január 1.). Verduno Bra, La Morra, Roddi és Santa Vittoria d’Alba községekkel határos.

## Népesség
A település lakossága az elmúlt években az alábbi módon változott:

| 2018 | 564 |
| 2023 | 567 |